# Коглин, Натали
Натали Энн Коглин (англ. Natalie Anne Coughlin, 23 августа 1982, Вальехо, Калифорния, США) — американская пловчиха, трёхкратная олимпийская чемпионка, 10-кратная чемпионка мира (8 раз в 50-метровом бассейне и дважды в 25-метровом), неоднократная рекордсменка мира.
Рост — 173 см.
На Олимпидаде 2004 года в Афинах 21-летняя Коглин с 14 по 21 августа выиграла пять олимпийских наград — 2 золота, 2 серебра и 1 бронзу. При этом она установила 1 олимпийский рекорд, 1 мировой рекорд (в составе эстафетной четвёрки 4×200 м вольным стилем) и 1 рекорд США.
На Олимпиаде 2008 года в Пекине была избрана сокапитаном женской сборной США по плаванию (вместе с 4-кратной олимпийской чемпионкой Дарой Торрес и двукратной олимпийской чемпионкой Амандой Берд). Из Пекина Натали увезла одно золото (100 метров на спине), два серебра и три бронзы.
В апреле 2009 года Коглин вышла замуж за тренера по плаванию Crow Canyon Sharks Итана Холла. 16 октября 2018 года у них родилась дочь — Зенни Мэй Холл. В октябре 2020 года у пары родился сын — Оззи Холл.
На своей третьей Олимпиаде в 2012 году в Лондоне Натали органичилась лишь бронзой в эстафете 4 по 100 м вольным стилем.

## Мировые рекорды
- На 13 августа 2008 года владела 3 мировыми рекордами:
  - 100 метров на спине на «короткой воде» — 56,51 сек (с 28 октября 2007 года)
  - 100 метров комплексным плаванием на «короткой воде» (с 3 ноября 2002 года)
  - эстафета 4х200 м вольным стилем (с 29 марта 2007, в составе сборной США)
- Ранее владела рекордом мира на следующих дистанциях:
  - 100 метров на спине на «длинной воде» (в сумме устанавливала рекорд 5 раз; уступила рекорд зимбабвийке Кирсти Ковентри на Олимпиаде в Пекине в предварительном заплыве, однако выиграла золото в финале, не установив при этом нового рекорда)
  - 100 м баттерфляем на «короткой воде» (с 22 ноября 2002 года по 28 августа 2006 года)

## Награды по итогам года
- В 2002 году журналом «Мир плавания» Коглин была признана лучшей пловчихой мира.
- В 2001, 2002 и 2008 годах Коглин признавалась лучшей пловчихой США.